# Friday the 13th
Friday the 13th es una película de slasher independiente estadounidense de 1980 producida y dirigida por Sean S. Cunningham, escrita por Victor Miller y protagonizada por Betsy Palmer, Adrienne King, Harry Crosby, Laurie Bartram, Mark Nelson, Jeannine Taylor, Robbi Morgan y Kevin Bacon. La trama sigue a un grupo de consejeros de campamento adolescentes que son asesinados uno por uno por un asesino desconocido mientras intentan reabrir un campamento de verano abandonado.
Impulsado por el éxito de Halloween (1978) de John Carpenter, el director Cunningham publicó un anuncio para vender la película en Variety a principios de 1979, mientras Miller aún estaba redactando el guion. Después de emitir la película en la ciudad de Nueva York, el rodaje de Viernes 13 tuvo lugar en el campamento NoBeBoSco en el estado de Nueva Jersey en el verano de 1979, con un presupuesto estimado de $550.000. Se produjo una guerra de ofertas por la película terminada, que terminó con Paramount Pictures adquiriendo la película para distribución nacional, mientras que Warner Bros. aseguró los derechos de distribución internacional.
Estrenada el 9 de mayo de 1980, Friday the 13th fue un gran éxito de taquilla, recaudando $59,8 millones en todo el mundo. La respuesta de la crítica estuvo dividida, algunos elogiaron la cinematografía, la partitura y las actuaciones de la película, mientras que muchos otros la ridiculizaron por su descripción de la violencia gráfica. Además de ser la primera película independiente de este tipo en asegurar la distribución en los EE. UU. por parte de un estudio importante, su éxito de taquilla dio lugar a una larga serie de secuelas, un crossover con la serie de películas A Nightmare on Elm Street y un reinicio de la serie de 2009. Una secuela directa, Friday the 13th Part II, fue lanzada un año después de su estreno.

## Argumento
En 1958, en el campamento de verano de Crystal Lake, los monitores Barry Jackson y Claudette Hayes se cuelan dentro de una cabaña de almacenamiento para tener relaciones sexuales, donde un asaltante invisible los asesina. En la actualidad, el 13 de junio de 1979, Enos, un camionero, lleva a la monitora del campamento Annie Phillips a la mitad del camino al reabierto Crystal Lake, a pesar de las advertencias de un anciano conocido como el Loco Ralph y las reacciones de disgusto de la gente del pueblo. Mientras conduce, Enos advierte a Annie sobre el turbulento pasado del campamento, que comenzó cuando un niño se ahogó en Crystal Lake en 1957. Después de ser dejada en medio de la carretera, una persona invisible lleva a Annie en su coche y la lleva más allá del campamento. Cuando Annie escapa del vehículo, el asesino la persigue por el bosque y le acaba cortando la garganta. 
En el campamento, los monitores Ned Rubinstein, Jack Marand, Bill Brown, Marcie Stanler, Brenda Jones y Alice Hardy, junto con el propietario Steve Christy, remodelan las cabañas y las instalaciones. Cuando se acerca una tormenta, Steve sale del campamento para abastecerse de suministros. Ned ve a alguien entrar a una cabaña y lo sigue. Mientras, Jack y Marcie tienen relaciones sexuales en una de las literas de la cabaña, pero no se dan cuenta del cuerpo degollado de Ned que está sobre ellos. Cuando Marcie se va para ir al baño, el asesino atraviesa a Jack con una flecha por debajo de la cama. El asesino sigue a Marcie al baño y le clava un hacha en la cara. Cuando Brenda se acuesta a dormir, escucha la voz de un niño pequeño que pide ayuda y sale al campo de tiro con arco, donde se encienden las luces. Brenda grita, dando a entender que fue asesinada.
Preocupados por la desaparición de sus amigos, Alice y Bill salen de la cabaña principal para investigar. Encuentran el hacha en la cama de Brenda, los teléfonos desconectados y la camioneta de Ned inoperable. Más tarde, Steve regresa y reconoce al asesino invisible, quien lo apuñala en el vientre, matándolo.
Cuando se va la luz, Bill va a revisar el generador. Alice sale a buscarlo y encuentra su cuerpo clavado con flechas en la puerta de la sala del generador. Ella huye a la cabaña principal para esconderse, solo para traumatizarse aún más cuando el cuerpo de Brenda es arrojado por la ventana. Poco después, Alice ve que se detiene un vehículo y sale corriendo, pensando que es Steve. En cambio, es recibida por Pamela Voorhees, una mujer de mediana edad que dice ser una vieja amiga de Steve y su familia.
Ella revela que su hijo, Jason Voorhees, era el niño que se ahogó en 1957, culpando de su muerte a la negligencia de los monitores porque estaban teniendo relaciones sexuales en lugar de estar haciendo su trabajo. Revelándose a sí misma como la asesina, Pamela intenta matar a Alice, pero Alice la deja inconsciente. En la orilla del lago del campamento, Pamela intenta matar a Alice nuevamente con un machete, pero Alice gana ventaja y la decapita. Agotada, Alice aborda y se queda dormida dentro de una canoa que flota en el lago de Crystal Lake. De repente, el cadáver en descomposición de Jason arrastra a Alice al lago, momento en el que se despierta en un hospital rodeada por un sargento de policía y personal médico que la atiende. Cuando Alice pregunta por Jason, el sargento dice que no había señales de ningún niño. Ella dice: "Entonces sigue allí", mientras se muestra el lago con ondas en el agua.

## Reparto
- Betsy Palmer como la Sra. Voorhees
- Adrienne King como Alice.
- Harry Crosby como Bill.
- Jeannine Taylor como Marcie.
- Laurie Bartram como Brenda.
- Kevin Bacon como Jack.
- Mark Nelson como Ned.
- Robbi Morgan como Annie.
- Peter Brouwer como Steve Christy.
- Rex Everhart como Enos el camionero.
- Ronn Carroll como el sargento Tierney.
- Walt Gorney como el loco Ralph.
- Ron Millkie como Oficial Dorf.
- Dorothy Kobs como Trudy.
- Mary Rocco como Operadora.
- Ken L. Parker como Doctor.
- Willie Adams como Barry.
- Debra S. Hayes como Claudette.
- Sally Anne Golden como Sandy
- Ari Lehman como Jason Voorhees.

## Producción

### Desarrollo
Friday the 13th fue producido y dirigido por Sean S. Cunningham, quien previamente había trabajado con el cineasta Wes Craven en la película The Last House on the Left. Cunningham, inspirado en el Halloween de John Carpenter, quería que Friday the 13th fuera impactante, visualmente impresionante y «[haga] que salte de su asiento». Queriendo distanciarse de The Last House on the Left, Cunningham quería que Friday the 13th fuera más como una «montaña rusa».
El guion original se tituló provisionalmente A Long Night at Camp Blood. Mientras trabajaba en una nueva versión del guion, Cunningham propuso el título Friday the 13th, después de lo cual Miller comenzó a remodelarlo. Cunningham se apresuró a colocar un anuncio en Variety usando el título de Friday the 13th. Preocupado de que otra persona poseyera los derechos del título y queriendo evitar posibles demandas, Cunningham pensó que sería mejor averiguarlo de inmediato. Encargó a una agencia de publicidad de Nueva York que desarrollara su concepto del logotipo de Friday the 13th, que consistía en grandes letras mayúsculas que atravesaban un panel de vidrio. Al final, Cunningham creyó que «no había problemas» con el título, pero el distribuidor George Mansour declaró: «Hubo una película anterior a la nuestra llamada Friday the 13th: The Orphan. Tuvo un éxito moderado. Pero alguien todavía amenazó con demandar. O Phil Scuderi les pagó, pero finalmente se resolvió.»
El guion fue completado a mediados de 1979 por Victor Miller, quien luego escribió para varias telenovelas, incluyendo Guiding Light, One Life to Live y All My Children; en ese momento, Miller vivía en Stratford, Connecticut, cerca de Cunningham, y los dos habían comenzado a colaborar en posibles proyectos cinematográficos. Miller disfrutó inventando un asesino en serie que resultó ser la madre de alguien, una asesina cuya única motivación era el amor por su hijo. «Tomé la maternidad y le di la vuelta y creó que fue muy divertido. La Sra. Voorhees era la madre que siempre quise—una madre que habría matado por sus hijos» declaró Miller. Miller no estaba contento con la decisión de los cineastas de convertir a Jason Voorhees en el asesino de las secuelas expresando: «Jason estaba muerto desde el principio. Era una víctima, no un villano».
La idea de que Jason apareciera al final de la película inicialmente no se usó en el guion original; en el borrador final de Miller, la película terminaba con Alice simplemente flotando en el lago. La apariencia de Jason en realidad fue sugerida por el diseñador de maquillaje Tom Savini. Savini declaró que «Todo el motivo del suspenso al final fue que acababa de ver a Carrie, así que pensamos que necesitábamos un 'saltador de sillas' como ese, y dije, 'traigamos a Jason'».

### Casting
Una firma con sede en Nueva York, encabezada por Julie Hughes y Barry Moss, fue contratada para encontrar a ocho jóvenes actores para interpretar a los miembros del personal del campamento. Cunningham admite que no estaba buscando "grandes actores", sino cualquiera que fuera simpático, y que parezcan ser unos consejeros responsables del campamento. La forma en que Cunningham lo vio, los actores tendrían que lucir bien, leer el diálogo algo bien y trabajar barato. Moss y Hughes estaban encantados de encontrar a cuatro actores, Kevin Bacon, Laurie Bartram, Peter Brouwer y Adrienne King, que antes habían aparecido en telenovelas. El papel de "Alice" se estableció como una llamada de casting abierto, un truco publicitario utilizado para atraer más atención a la película. King obtuvo una audición principalmente porque era la amiga de alguien que trabajaba en la oficina de Moss y Hughes. Después de audicionar, Moss recuerda a Cunningham comentando que guardaron a la mejor actriz para el final. Como explica Cunningham, buscaba gente que pudiera comportarse naturalmente, y King pudo demostrarle eso en la audición.
| Ni siquiera pensé en esta película como una película de terror. "Para mí, esta fue una pequeña película independiente sobre unos adolescentes despreocupados que están teniendo un tiempo de relajación en un campamento de verano donde se encuentran trabajando como consejeros, y luego resultan muertos."——Jeannine Taylor sobre cómo vio Friday the 13th. |

Con King en el papel de protagonista de la heroína Alice, Laurie Bartram fue contratada para interpretar a Brenda. Kevin Bacon, Mark Nelson y Jeannine Taylor, que se conocían antes de la película, fueron lanzados como Jack, Ned y Marcie respectivamente. Las elecciones de Bacon y Nelson fue que, debido a que los tres ya se conocían, ya tenían la química específica que el director de casting buscaba en los papeles de Jack, Ned, and Marcie. Taylor ha declarado que Hughes y Moss eran altamente considerados mientras ella era una actriz, así que cuando le ofrecieron una audición ella sentía que, cualquiera que sea la parte, sería "una buena oportunidad".
Friday the 13th fue el primer largometraje de Nelson, y cuando él fue para su primera audición, lo único que le dieron para leer fueron algunas escenas cómicas. Nelson recibió una llamada de vuelta para una segunda audición, que le obligó a llevar un traje de baño, lo que Nelson reconoce que le hizo comenzar a preguntarse si algo estaba fuera de esta película. No se dio cuenta plenamente de lo que estaba pasando hasta que obtuvo la parte y se le dio el guion completo para leer. Nelson explica: "Ciertamente no fue un papel dramático directo, y fue sólo después de que me ofrecieron la parte que me dieron el guion completo para leer y me di cuenta de cuánta sangre había en él". Nelson cree que Ned usó el humor para ocultar sus inseguridades, especialmente alrededor de Brenda, a quien el actor cree que Ned se sintió atraído. Nelson recuerda un borrador temprano del guion que indica que Ned sufría de polio, y sus piernas se deformaron mientras que su parte superior del cuerpo era musculoso. Ned se cree que ha dado a luz a la "práctica de bromas a la víctima" de las películas de terror. De acuerdo con el autor David Grove, no había ningún personaje equivalente en Halloween, o en Black Christmas antes de eso. Él sirvió como modelo para las películas del slasher que seguirían Friday the 13th.
La parte de Bill fue entregada a Harry Crosby, hijo de Bing Crosby. Robbi Morgan, que interpreta a Annie, no estaba haciendo audiciones para la película cuando le ofrecieron el papel. Mientras estaba en su oficina, Hughes solo miró a Morgan y proclamó "eres una consejera de campamento". Al día siguiente, Morgan estaba en el set.  Morgan solo apareció en el set un día para filmar todas sus escenas. Rex Everhart, que interpreta a Enos, no filmó las escenas de los camiones con Morgan, así que tuvo que actuar con un imaginario Enos, o intercambiar el diálogo con —la asistente de Savini—que se sentaría en el camión con ella. Fue la novia de Peter Brouwer quien le ayudó a conseguir un papel Friday the 13th. Después de haber sido recientemente eliminado del programa Love of Life, Brouwer regresó a Connecticut para buscar trabajo. Descubriendo que su novia estaba trabajando como asistente de dirección para Friday the 13th, Brouwer preguntó sobre cualquier apertura. Al principio le dijeron que el casting estaba buscando grandes estrellas para llenar el papel de Steve Christy, no fue hasta que Sean Cunningham cayó para entregar un mensaje a la novia de Brouwer, y lo vio trabajando en un jardín, que Brouwer fue contratado.
Estelle Parsons fue invitada inicialmente a retratar al asesino de la película, la Sra. Voorhees, pero finalmente declinó. Su agente citó que la película era demasiado violenta, y no sabía qué clase de actriz desempeñaría tal papel. Hughes y Moss enviaron una copia del guion a Betsy Palmer, con la esperanza de que aceptara el papel. Palmer no podía entender por qué alguien la querría para participar en una película de terror, ya que había protagonizado películas como Mister Roberts, The Angry Man, y The Tin Star. Palmer solo aceptó desempeñar el papel porque tenía que comprar un auto nuevo, incluso cuando creía que la película era "un pedazo de mierda". Stavrakis subbed para Betsy Palmer también, que implicó el personaje de Morgan siendo perseguida a través del bosque por la señora Voorhees, aunque la audiencia solamente ve un par de piernas que funcionan después de Morgan. Palmer acababa de llegar a la ciudad cuando esas escenas estaban a punto de ser filmadas, y no estaba en la forma física necesaria para perseguir a Morgan por el bosque. La formación de Morgan como acróbata la ayudó en estas escenas, ya que su personaje debía saltar de un jeep en movimiento cuando descubrió que la señora Voorhees no tiene la intención de llevarla al campamento. Betsy Palmer explica cómo desarrolló el personaje de la señora Voorhees:
"Siendo una actriz que usa el método de Stanislavsky, siempre trato de encontrar detalles sobre mi personaje. Con Pamela ... Comencé con anillo de clase que recuerdo haber leído en el guion que había usado. Pamela regresó a mis propios días de escuela secundaria a principios de la década de 1940. Así que es 1944, un momento muy conservador, y Pamela tiene un novio constante.Tienen relaciones sexuales—que es muy malo por supuesto—y Pamela pronto se queda embarazada de Jason. despega y cuando Pamela le dice a sus padres, la rechazan porque tener... hijos fuera del matrimoniono es algo que hacen las buenas chicas. Creo que tomó a Jason y le crio lo mejor que pudo, pero resultó ser un muchacho muy extraño. [Ella tomó] muchos trabajos extraños y uno de esos trabajos era como cocinero en un campamento de verano. Entonces Jason se ahoga y su mundo entero se derrumba. ¿Qué hacían los consejeros en lugar de mirar a Jason? Ellos estaban teniendo relaciones sexuales, que es la forma en que se metió en problemas. A partir de ese momento, Pamela se volvió muy psicótica y puritana en sus actitudes, ya que estaba decidida a matar a todos los consejeros de los campamentos inmorales ".
Cunningham quería que el personaje de la Sra. Voorhees fuera "aterrador", y para ello creyó que era importante que Palmer no actuara "por encima". Había también el temor de que los créditos pasados de Palmer, como más de un personaje bueno, hicieran difícil creer que ella podría asustar. Ari Lehman, que previamente había realizado una prueba para Manny's Orphans de Cunningham, no consiguió el papel, estaba decidido a conseguir el papel de Jason Voorhees. Según Lehman, fue muy intenso y después Cunningham le dijo que era perfecto para el papel. Además del reparto principal, Walt Gorney vino encendido como "el loco Ralph", el adivino de la ciudad. El personaje de Crazy Ralph estaba destinado a establecer dos funciones: presagiar los sucesos venideros, e insinuar que en realidad podría ser el asesino. Cunningham ha declarado que estaba aprensivo acerca de incluir al personaje, y no está seguro si logró su objetivo de crear un nuevo sospechoso.

### Rodaje
La película se rodó en los municipios de Hardwick, Blairstown y Hope, y sus alrededores, en el condado de Warren, Nueva Jersey, en septiembre de 1979. Las escenas del campamento se rodaron en un campamento de Boy Scout en funcionamiento, Camp No-Be-Bo-Sco, que se encuentra en Hardwick. El campamento sigue en pie y sigue funcionando como campamento de verano. La cinematografía de la película emplea tomas de puntos de vista recurrentes desde la perspectiva del villano.
Savini fue contratado para diseñar los efectos especiales de la película basados en su trabajo en Dawn of the Dead (1978) de George A. Romero. Las contribuciones de diseño de Savini incluyeron la creación de los efectos de la herida de hacha en la cara de Marcie, la flecha que penetra en la garganta de Jack y la decapitación de la Sra. Voorhees con el machete.
Durante el rodaje de las secuencias de lucha entre los personajes de King y Palmer, Palmer sugirió ensayar la escena basándose en su formación teatral: «Le dije a Adrienne esa noche: '¿Por qué no ensayamos esta escena? Tengo que abofetearte', porque en el escenario cuando abofeteas a alguien, lo abofeteas.» Mientras ensayaba, Palmer abofeteó a King en la cara y ella comenzó a llorar: «Se derrumbó en el suelo, gritando: '¡Sean! [Cunningham] Ella me golpeó.' Le dije: 'Bueno, por supuesto que le pegué, estábamos ensayando la escena'. Él dijo: 'No, no, no Betsy, no pegamos a la gente en las películas. los extrañamos'.»

## Música
Cuando Harry Manfredini comenzó a trabajar en la partitura musical, se tomó la decisión de reproducir música solo cuando el asesino estuviera realmente presente para no «manipular a la audiencia». Manfredini señaló la falta de música en ciertas escenas: «Hay una escena en la que una de las chicas... está montando el área de tiro con arco... Uno de los chicos dispara una flecha al blanco y no la alcanza. Es un gran susto, pero si te fijas, no hay música. Esa fue una elección». Manfredini también señaló que cuando algo iba a suceder, la música se cortaba para que la audiencia se relajara un poco, y el susto sería mucho más efectivo.[cita requerida]
Debido a que la asesina, la Sra. Voorhees, aparece en pantalla solo durante las escenas finales de la película, Manfredini tuvo el trabajo de crear una partitura que representara a la asesina en su ausencia. Manfredini toma prestado de la película Jaws de 1975, donde tampoco se ve al tiburón durante la mayor parte de la película, pero el motivo creado por John Williams indicaba a la audiencia la amenaza invisible del tiburón. Sean S. Cunningham buscó un coro, pero el presupuesto no se lo permitió. Mientras escuchaba una pieza musical de Krzysztof Penderecki, que contenía un coro con «pronunciaciones llamativas», Manfredini se inspiró para recrear un sonido similar. Se le ocurrió el sonido «ki ki ki, ma ma ma» del carrete final cuando llega la Sra. Voorhees y está recitando «¡Mátala, mami!», el «ki» viene de la palabra «matar» en inglés «kill», y el «ma» de la palabra «mami» en inglés «mommy». Para lograr el sonido único que quería para la película, Manfredini pronunció las dos palabras «fuerte, clara y rítmicamente en un micrófono» y las pasó a una máquina de reverberación de eco. Manfredini terminó la partitura original después de un par de semanas y luego la grabó en el sótano de un amigo. Victor Miller y el editor asistente Jay Keuper han comentado lo memorable que es la música, y Keuper la describe como «iconográfica». Manfredini dice: «Todo el mundo piensa que es cha, cha, cha. Yo digo: '¿Cha, cha, cha? ¿De qué estás hablando?'.»
En 1982, Gramavision Records lanzó un disco LP con piezas seleccionadas de las partituras de Harry Manfredini de las tres primeras películas de Friday the 13th. El 13 de enero de 2012, La-La Land Records lanzó una caja de 6 CD de edición limitada que contenía las partituras de Manfredini de las primeras seis películas. Se agotó en menos de 24 horas.

### Lista de canciones
| N.º | Título                                                        | Duración |  |
| 1.  | «Overlay of Evil / Main Title»                                | 3:33     |  |
| 2.  | «Banjo Travelin'»                                             | 1:12     |  |
| 3.  | «Alice Goes to the Lake (Partes 1 y 2)»                       | 0:36     |  |
| 4.  | «Back Up to Annie Alone»                                      | 1:34     |  |
| 5.  | «Mrs. V Watches»                                              | 1:09     |  |
| 6.  | «Ralph in the Pantry»                                         | 1:30     |  |
| 7.  | «Don't Smoke in Bed»                                          | 1:02     |  |
| 8.  | «Not Tonight, I've Got a Headache»                            | 2:52     |  |
| 9.  | «Brenda in Lights»                                            | 4:33     |  |
| 10. | «The Bed Axe»                                                 | 1:58     |  |
| 11. | «Alice Runs to Cabin»                                         | 5:04     |  |
| 12. | «Mrs. V Comes Clean»                                          | 5:57     |  |
| 13. | «Alice Runs to Light»                                         | 2:09     |  |
| 14. | «The Last Fight / The Chop to the End»                        | 1:26     |  |
| 15. | «The Boat on the Water - Closing Theme 1 / Jason in the Lake» | 2:26     |  |
| 16. | «Closing Theme»                                               | 2:42     |  |
| 17. | «Sail Away Tiny Sparrow (por Manfredini, John R. Briggs)»     | 2:42     |  |

## Lanzamiento

### Distribución
En 1980 se produjo una guerra de ofertas por los derechos de distribución de la película entre Paramount Pictures, Warner Bros. y United Artists. El ejecutivo de Paramount, Frank Mancuso Sr., recordó: «En el momento en que vimos Friday the 13th, supimos que teníamos un éxito». Paramount finalmente compró los derechos de distribución nacional para Friday the 13th por $1,5 millones. Con base en el éxito de las películas de terror estrenadas recientemente (como Halloween) y el bajo presupuesto de la película, el estudio la consideró un lanzamiento de «bajo riesgo» en términos de rentabilidad. Fue la primera película slasher independiente adquirida por un importante estudio cinematográfico. Paramount gastó aproximadamente $500,000 en publicidad para la película y luego $500,000 adicionales cuando la película comenzó a funcionar bien en la taquilla. Warner Bros. aseguró los derechos de distribución de la película en los mercados internacionales.

### Marketing
El artista Alex Ebel diseñó un póster completo de una hoja, con un grupo de adolescentes bajo la silueta de una figura empuñando un cuchillo, para promocionar el estreno de la película en Estados Unidos. El académico Richard Nowell ha observado que el cartel y la campaña de marketing presentaban a Friday the 13th como una película de terror «alegre» y «orientada a los jóvenes» en un intento de atraer el interés de la principal demografía de jóvenes adultos y adolescentes que van al teatro en Estados Unidos.

### Medios domésticos
Friday the 13th fue lanzada por primera vez en DVD en los Estados Unidos por Paramount Home Entertainment el 19 de octubre de 1999. El disco vendió 32.497 unidades. El 3 de febrero de 2009, Paramount lanzó la película nuevamente en DVD y Blu-Ray sin clasificar, por primera vez en los Estados Unidos (los lanzamientos anteriores de VHS, Laserdisc y DVD incluían la versión cinematográfica con clasificación R). La versión sin cortes de la película contiene aproximadamente 11 segundos de metraje inédito.
En 2011, se lanzó la versión sin cortes de Friday the 13th en una colección de DVD de 4 discos con las tres primeras secuelas. Se incluyó nuevamente en dos juegos de Blu-ray: Friday the 13th: The Complete Collection, lanzado en 2013 y Friday the 13th: The Ultimate Collection, en 2018. El Blu-ray de Paramount se relanzó como un libro de acero de 40th Anniversary Limited Edition en 2020. En 2020, para celebrar el 40 aniversario de la película, Shout! Factory lanzó un escaneo 4K de la película original, así como las partes 2 a 4, en una caja de serie completa.

## Recepción

### Taquilla
Friday the 13th se estrenó en cines el 9 de mayo de 1980 en los Estados Unidos, y finalmente expandió su estreno a 1,127 salas de cine. Ganó $5,816,321 en su primer fin de semana, antes de terminar a nivel nacional con $39,754,601, con un total de 14,778,700 admisiones. Fue la decimoctava película más taquillera de ese año, enfrentándose a la competencia de otros estrenos de terror de alto perfil como El resplandor, Vestida para matar, La niebla y Prom Night. La recaudación mundial de la película fue de $59,754,601. De las diecisiete películas distribuidas por Paramount en 1980, solo una, Airplane!, rindió más ganancias que Friday the 13th.
Friday the 13th se estrenó internacionalmente, lo que era inusual para una película independiente sin, en ese momento, actores reconocidos o rentables; además de la conocida actriz de cine y televisión, Betsy Palmer, que igualmente solo se veía hasta el final de la cinta. La película recaudaría aproximadamente $20 millones en ingresos de taquilla internacional. Sin tener en cuenta las ventas internacionales, o la película cruzada con Freddy Krueger de A Nightmare on Elm Street, Friday the 13th original es la película más taquillera de la franquicia.
Para brindar contexto con la taquilla bruta de películas en 2014, el costo de hacer y promocionar Friday the 13th—que incluye el presupuesto de $550,000 y $1 millón en publicidad—es de aproximadamente $4.5 millones. Con respecto a la taquilla bruta de EE. UU., la película habría recaudado $177,72 millones en dólares ajustados de 2017. El 13 de julio de 2007, Friday the 13th se proyectó por primera vez en Main Street de Blairstown en el mismo teatro que aparece poco después de los créditos de apertura. Las multitudes desbordantes obligaron al Festival de Teatro de Blairstown, la organización patrocinadora, a agregar una proyección adicional. El 10 de marzo de 2010 se lanzó una edición del 30 aniversario. El 13 de marzo de 2015 se llevó a cabo una proyección del 35.° aniversario en el Griffith Park Zoo como parte del Great Horror Campout.

### Respuesta crítica

#### Críticas originales
Linda Gross, de Los Angeles Times, se refirió a la película como una «película de terror tonta, aburrida y orientada a los jóvenes», aunque elogió la «partitura musical nerviosa» de Manfredini, la cinematografía y las actuaciones, que consideró «naturales y atractivas», particularmente de Taylor, Bacon, Nelson y Bartram. Sin embargo, Variety consideró que la película era de «bajo presupuesto en el peor de los sentidos—sin talento ni inteligencia aparentes para compensar sus deficiencias técnicas—Friday the 13th no tiene nada que explotar excepto su título». Bill von Maurer, de The Miami News, elogió la dirección «discreta» de Cunningham, pero señaló: «Después de construir un suspenso fantástico y de revolcar los estómagos de la audiencia, no sabe muy bien adónde ir desde allí. La película comienza a hundirse en el medio y las expectativas que ha acumulado comienzan a agriarse un poco.» Lou Cedrone de The Baltimore Evening Sun se refirió a la película como «una película descaradamente mala, pero Cunningham lo sabe. Esto es triste.»
Muchos críticos compararon desfavorablemente la película con Halloween de John Carpenter, entre ellos Marylynn Uricchio del Pittsburgh Post-Gazette, quien agregó: «Friday the 13th es mínimo en trama, suspenso y caracterización. No es muy original ni da mucho miedo, pero es de muy bajo presupuesto.» Dick Shippy, del Akron Beacon Journal, sugirió de manera similar que el Halloween de Carpenter jugaba «como Hitchcock en comparación con la terrible historia de carnicería de Cunningham.» Mike Hughes, de The Burlington Free Press, escribió que la película «copia todo, es decir, excepto la calidad» de Halloween, y concluye: «El punto más bajo de la película llega cerca del final, cuando explota el dolor y la locura genuinos del villano. Para entonces, las cosas simplemente ya no son divertidas.» Ron Cowan del Statesman Journal señaló la película como una «película de explotación rutinaria de 'adolescentes en peligro'», y agregó que «Cunningham traiciona un enfoque bastante laborioso del suspenso durante la mayor parte de la película, a veces permitiendo que su cámara actúe como el asesino, a veces como víctima. Y las víctimas, por supuesto, se ponen en peligro deliberadamente.»
Un número significativo de reseñas criticaron la película por su descripción de la violencia: The Hollywood Reporter se burló de la película y escribió: «La violencia espantosa, en la que se cortan las gargantas y se abren las cabezas con detalles realistas, es el contenido total de Friday the 13th, una función de bajo presupuesto enfermiza y enfermiza que está siendo lanzada por Paramount. Es una explotación flagrante del orden más bajo.» Michael Blowen, de The Boston Globe, también se refirió a la película como «nauseabunda», advirtiendo al público: «A menos que su idea de un buen momento sea ver a una mujer con la cabeza partida con un hacha o a un hombre clavado en una puerta con flechas, usted debería mantenerse alejado de Friday the 13th. Es mala suerte.» El detractor más vocal de la película fue Gene Siskel, quien en su reseña llamó a Cunningham «una de las criaturas más despreciables que jamás haya infestado el negocio del cine.» También publicó la dirección de Charles Bluhdorn, presidente de la junta directiva de Gulf+Western, propietaria de Paramount, así como de la ciudad natal de Betsy Palmer, y alentó a sus compañeros detractores a escribirles y expresar su desprecio por la película. Intentando convencer a la gente de que no la viera, incluso reveló el final. Siskel y Roger Ebert pasaron un episodio completo de su programa de televisión reprendiendo la película (y otras películas slasher de la época) porque sintieron que haría que el público apoyara al asesino. Leonard Maltin inicialmente otorgó a la película una estrella, o «BOMBA», pero luego cambió de opinión y le otorgó a la película una estrella y media, «simplemente porque es un poco mejor que la Part 2» y la llamó un «sangriento, thriller de cartón... Que los espectadores más jóvenes lo convirtieran en un gigante de la taquilla es una pista más de por qué los puntajes del SAT siguen disminuyendo. Aún así, cualquier película que genere tantas secuelas debe haber hecho algo bien.»

#### Críticas contemporáneas
En el sitio web del agregador de reseñas, Rotten Tomatoes, Friday the 13th tiene un índice de aprobación del 63% basado en 56 reseñas, con una calificación promedio de 5.80/10. El consenso de los críticos del sitio dice: «Bastante pintoresco para los estándares de hoy, Friday the 13th todavía tiene su parte de sorpresas sangrientas y una estética remanente de los años 70 para obligar un poco.» En Metacritic, tiene un puntaje promedio ponderado de 22 sobre 100, basado en 11 críticos, lo que indica «críticas generalmente desfavorables.» Fue nominada a peor película en los primeros premios Golden Raspberry, y Palmer fue nominada a peor actriz de reparto.
 

Bill Steele de IFC clasificó la película como la segunda mejor entrada de la serie, después de Friday the 13th Part II (1981). El crítico Kim Newman, en una reseña del 2000, le otorgó a la película dos de cinco estrellas, refiriéndose a ella como «una pálida estafa de Halloween, con un conteo de sorpresas mediocre y un final chapucero... A medida que los cuerpos se amontonan entre esta irritable multitud de adolescentes cachondos, queda un hueco vacío donde alguien aterrador debería estar. De una manera extraña, esta película es única entre todas las películas slasher como una en la que el asesino es casi intangible.» Jeremiah Kipp de Slant Magazine hizo una reseña de la película en 2009, notando «una especie de minimalismo en el trabajo, evitando cualquier cosa especial en términos de estado de ánimo, ritmo, carácter, trama y tensión.» Comentando además sobre la revelación de la identidad del asesino, Kipp observó:
El asesino resulta ser una mujer de mediana edad llamada Sra. Voorhees (Betsy Palmer) con un corte de pelo masculino y un suéter voluminoso gigantesco, cuyas líneas de lectura son como clavos en una pizarra («¡Estaban haciendo el amor mientras el chico se ahogaba! ¡Se llamaba Jason!») y una predilección por hablarse a sí misma con la voz picaresca de su hijo muerto («¡Mátala, mami! ¡Asesinala!»). Es solo en esta última aparición de 20 minutos de esta arpía que se roba la escena (sin mencionar el cameo memorable de su hijo zombi podrido) que Friday the 13th se vuelve memorable como campamento alto.
En 2012, Bill Gibron de PopMatters escribió sobre la película: «Esta película se siente al menos el doble de larga que su tiempo de ejecución de 90 minutos y no siempre en el buen sentido. Hay demasiadas pausas sin sentido entre las sangrías. En el lado positivo, el trabajo de maquillaje de Tom Savini es impecable, y el papel de Betsy Palmer como la malvada Pamela V. tiene que pasar a la historia como una de las 'madres' más malas de todo el género de terror. Para aquellos que piensan que es un clásico, piénsenlo de nuevo. ¿De un tipo? Absolutamente. ¿De macabra película impecable? De ningún modo.»
Scott Meslow de The Week hizo una reseña de la película en 2015, evaluando su recepción crítica original en un contexto contemporáneo: «Antes de convertirse en una franquicia absurdamente prolífica, Friday the 13th fue un intento cínico y único de ganar dinero rápido con una película slasher de mala calidad que accidentalmente terminó generando un fenómeno multimillonario que se extendió por décadas... Friday the 13th es la poca consideración que cualquiera, excepto sus fanáticos, parece tener por él.»

### Análisis

#### Sexualidad de los adolescentes
El estudioso del cine Williams considera que Friday the 13th es «sintomático de su era», en particular de la época de Reagan en Estados Unidos, y parte de una trayectoria de películas como The Texas Chain Saw Massacre (1974) y Race with the Devil (1975), que «ejemplifican una particular visión apocalíptica que pasa de revelar las contradicciones familiares al nihilismo autoindulgente.» El uso recurrente de la película de tomas desde el punto de vista del asesino ha sido señalado por académicos como Philip Dimare como «inherentemente voyeurista». Dimare considera la película como un «cuento de advertencia que logra advertir contra la impropiedad sexual incluso cuando fetichiza la transgresión violenta.»
El crítico de cine Timothy Shary señala en su libro Teen Movies: American Youth on Screen (2012) que donde Halloween introdujo una «curiosidad sexual más sutil dentro de su lección moral morbosa», películas como Friday the 13th «aprovechó el aspecto reaccionario de la sexualidad adolescente, masacrando al por mayor a aquellos jóvenes que se dignaron cruzar el umbral de la conciencia sexual.» Al comentar sobre la violencia y la sexualidad de la película, el estudioso del cine David J. Hogan señala que, «a lo largo de la película, los adolescentes son despachados horriblemente, pero no con la misma acumulación y atención al detalle que Cunningham y el maquillador Tom Savini reservaron para las jóvenes núbiles.»

#### Género de la villana
La película ha provocado un debate crítico con respecto a que su villano es una mujer, un punto de la trama examinado detenidamente por la estudiosa del cine Carol J. Clover en su libro Men, Women, and Chainsaws. Clover señala la revelación de Pamela Voorhees como la asesina como «el caso más dramático de sacar la alfombra de género» en la historia del cine de terror. Al comentar sobre las tomas en primera persona de la asesina, Clover escribe: «'Nosotros' [la audiencia] acechamos y matamos a un número de adolescentes en el transcurso de una hora de tiempo de película sin siquiera saber quiénes 'nosotros' somos; estamos invitados, por la expectativa convencional y por vislumbres de 'nuestras' partes del cuerpo—un pie calzado con una bota pesada, una mano enguantada toscamente—a suponer que 'nosotros' somos hombres, pero 'nosotros' se revelan, al final de la película, como una mujer.»

Sobre la identidad del asesino, Dimare ha señalado:
Debido a que Cunningham evita revelar cualquier cosa sobre el asesino psicótico más allá del hecho de que la figura está vestida con guantes y botas de hombre, la audiencia asume que el asesino es un hombre... Cunningham mantiene la inquietante indeterminación de la edad, el estatus social y el género del asesino en lo más profundo de su película. El uso de este proceso cinematográfico de abstracción permite que la película se detenga en la naturaleza ambigua del mal hasta que se sienta [sic] en el último acto culminante.

### Legado

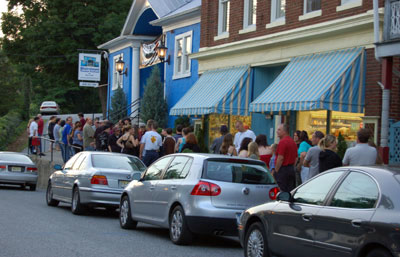
Multitudes que asistieron a una proyección de reactivación de la película en Blairstown, Nueva Jersey, donde se filmó.

Los estudiosos contemporáneos de la crítica cinematográfica, como Tony Williams, han acreditado a Friday the 13th por iniciar el subgénero de la películas «stalker» o slashers. EEl crítico cultural Graham Thompson también considera la película como una plantilla, junto con Halloween de John Carpenter (1978), que «instigó una avalancha» de películas de este tipo, en las que los jóvenes alejados de la supervisión son acechados y asesinados sistemáticamente por un villano enmascarado. Si bien la recepción crítica de la película ha variado en los años transcurridos desde su lanzamiento, ha logrado un gran número de seguidores de culto. En 2017, Complex clasificó a la película en el noveno lugar de una lista de las mejores películas slasher de todos los tiempos.
El estudioso del cine Matt Hills escribió sobre el legado de la película: «Friday the 13th no solo ha sido posicionado críticamente como intelectualmente carente, sino que ha sido otrezado y devaluado de acuerdo con las normas estéticas convencionales de la academia y la cultura cinematográfica oficial, se dice que carece de originalidad e ingenio, que no posee un autor nominado o reconocido, y ser groseramente sensacionalista en su enfoque sobre los sangrientos efectos especiales de Tom Savini.» La película fue nominada en 2001 a los 100 años... 100 películas de suspense de AFI.
En abril de 2018, Camp No-Be-Bo-Sco, donde se filmó la película, realizó «Crystal Lake Tours», un evento dedicado a la realización de la película que llevó a los asistentes a nueve de los lugares de filmación en la propiedad. Al evento asistió la actriz Adrienne King, quien relató la realización de la película a los fanáticos.

## Trabajos relacionados

### Secuela y franquicia
A partir de 2018, Friday the 13th ha generado diez secuelas, incluida una película cruzada con el villano de A Nightmare on Elm Street, Freddy Krueger. Friday the 13th Part II presentó a Jason Voorhees, el hijo de la Sra. Voorhees, como el antagonista principal, que continuaría para las secuelas restantes (con la excepción de la quinta película) y trabajos relacionados. La mayoría de las secuelas se filmaron con presupuestos más grandes que el original. A modo de comparación, Friday the 13th tuvo un presupuesto de $550 000, mientras que la primera secuela recibió un presupuesto de $1.25 millones. En el momento de su lanzamiento, Freddy vs. Jason tenía el mayor presupuesto, con $30 millones. Todas las secuelas repitieron la premisa del original, por lo que los cineastas hicieron ajustes para brindar frescura. Los cambios involucraron una adición al título—a diferencia de un número adjunto al final—como «The Final Chapter» y «Jason Takes Manhattan», o filmar la película en 3-D, como lo hizo Miner para Friday the 13th Part III (1982). Una adición importante que afectaría a toda la serie de películas fue la adición de la máscara de hockey de Jason en la tercera película; esta máscara se convertiría en una de las imágenes más reconocibles de la cultura popular.
Un reinicio de Friday the 13th se estrenó en cines en febrero de 2009, con los escritores de Freddy vs. Jason: Damian Shannon y Mark Swift contratados para escribir el guion de la nueva película. La película se centró en Jason Voorhees, junto con su característica máscara de hockey. La película fue producida por Michael Bay, Andrew Form y Brad Fuller a través de la productora de Bay, Platinum Dunes, para New Line Cinema. En noviembre de 2007, Marcus Nispel, director de la nueva versión de 2003 de The Texas Chainsaw Massacre, fue contratado para dirigir. La película se estrenó en los Estados Unidos el 13 de febrero de 2009.

### Novelización
En 1987, siete años después del estreno de la película, Simon Hawke produjo una novela de Friday the 13th. Una de las pocas adiciones al libro fue la Sra. Voorhees rogándole a la familia Christy que la aceptara después de la pérdida de su hijo; ellos están de acuerdo. Otra adición en la novela es más comprensiva en las acciones de la Sra. Voorhees. Hawke sintió que el personaje había intentado seguir adelante cuando Jason murió, pero su psicosis se apoderó de ella. Cuando Steve Christy reabrió el campamento, la Sra. Voorhees lo vio como una posibilidad de que lo que le pasó a su hijo pudiera volver a suceder. Sus asesinatos fueron contra los consejeros, porque los vio a todos como responsables de la muerte de Jason.

### Libros de historietas
Se recrearon varias escenas de la película en Friday the 13th: Pamela's Tale, una precuela de cómic de dos números lanzada por WildStorm en 2007. En 2016, se lanzó el libro On Location in Blairstown: The Making of Friday the 13th que detalla la planificación y filmación de la película.

### Videojuegos
En 2007, Xendex lanzó la película de adaptación del juego Friday the 13th para teléfonos móviles. En el juego, el jugador interpreta a Annie Phillips (pero a diferencia de la película, ella no muere), una de las consejeras del Campamento Crystal Lake. Mientras el personal prepara el campamento para su primer fin de semana de verano, un «acosador desconocido» comienza a asesinar a cada uno de ellos. El jugador debe descubrir la verdad y escapar con vida del campamento.

## Obras citadas
- Bracke, Peter (2006). Crystal Lake Memories. United Kingdom: Titan Books. ISBN 1-84576-343-2.
- Clover, Carol (1993). Men, Women, and Chainsaws: Gender in the Modern Horror Film. Princeton, New Jersey: Princeton University Press. ISBN 978-0-691-00620-8.
- Dimare, Philip C. (2011). Movies in American History: An Encyclopedia 1. Santa Barbara, California: ABC-CLIO. ISBN 978-1-598-84296-8.
- Falconer, Peter (2010). «Fresh Meat? Dissecting the Horror Movie Virgin».  En McDonald, Tamar Jeffers, ed. Virgin Territory: Representing Sexual Inexperience in Film. Detroit: Wayne State University Press. pp. 123-137. ISBN 978-0-814-33318-1.
- Grove, David (2005). Making Friday the 13th: The Legend of Camp Blood. United Kingdom: FAB Press. ISBN 1-903254-31-0.
- Hawke, Simon (1987). Friday the 13th. New York: Signet. ISBN 0-451-15089-9.
- Hills, Matt (2007). «The Friday the 13th Film Series as Other». Sleaze Artists: Cinema at the Margins of Taste, Style, and Politics. Durham, North Carolina: Duke University Press. pp. 219-239. ISBN 978-0-822-39019-0.
- Hogan, David J. (2016). Dark Romance: Sexuality in the Horror Film. Jefferson, North Carolina: McFarland. ISBN 978-0-786-46248-3.
- Kendrick, James (2017). «Slasher Films and Gore in the 1980s».  En Benshoff, Harry M., ed. A Companion to the Horror Film. Hoboken, New Jersey: John Wiley & Sons. pp. 310-328. ISBN 978-1-119-33501-6.
- Maltin, Leonard (2000). Leonard Maltin's Movie Guide. Nueva York: Signet Books. ISBN 0-451-19837-9.
- McCarty, John (1984). Splatter Movies: Breaking the Last Taboo of the Screen. New York: St. Martin's Press. ISBN 0-312-75257-1.
- Norman, Jason (2014). Welcome to Our Nightmares: Behind the Scene with Today's Horror Actors. Jefferson, North Carolina: McFarland. ISBN 978-0-786-47986-3.
- Nowell, Richard (2010). Blood Money: A History of the First Teen Slasher Film Cycle. London: Bloomsbury. ISBN 978-1-441-12496-8.
- Rockoff, Adam (2002). Going to Pieces: The Rise and Fall of the Slasher Film. Jefferson, Carolina del Norte: McFarland and Company. ISBN 0-7864-1227-5.
- Robinson, Jessica (2012). Life Lessons from Slasher Films. Lanham, Maryland: Scarecrow Press. ISBN 978-0-810-88502-8. (requiere registro).
- Shary, Timothy (2012). Teen Movies: American Youth on Screen. New York: Columbia University Press. ISBN 978-0-231-50160-6.
- Thompson, Graham (2007). American Culture in the 1980s. Edinburgh: Edinburgh University Press. ISBN 978-0-748-62895-7.
- Williams, Tony (2015). Hearths of Darkness: The Family in the American Horror Film (Revisado edición). Jackson: University Press of Mississippi. ISBN 978-1-628-46107-7.